# MK 30
Le MK 30 est un 30' calibre millimétrique Machinenkanone, développé et fabriqué à l'origine par la société allemande Mauser. Après le rachat de Mauser, l'arme est produite par la filiale RWM GmbH (Rheinmetallwaffe Munition) de la société également allemande Rheinmetall Defence.
L'arme tire le NATO Standard-Calibre 30 × 173 mm pour canon mitrailleur. En utilisant les munitions de 30 mm, le gain de place est de 50 % par rapport au calibre 35 mm, et de 75 % par rapport au calibre 40 mm. De plus, lors du développement de l'arme, une attention particulière a été accordée à une application flexible, de sorte que le MK 30 puisse être utilisé contre des cibles terrestres, aériennes et maritimes sur n'importe quel système d'armes.

## Technologie
Le MK 30 est un canon à gaz conventionnel. Les principaux ensembles sont le canon, le boîtier du pistolet, l'alimentation par courroie et le dispositif de recul. Le canon rayé et la chambre de la cartouche sont chromés pour augmenter leur durée de vie. Les munitions sont acheminées vers l'arme par le Double Belt Feeder. Ainsi, deux types de munitions différents peuvent être sélectionnés sans rechargement. La plus grande sécurité possible de l'arme est assurée par le verrouillage rigide de la culasse avec volets d'appui subordonnés et le contrôle forcé du percuteur.
Le MK 30 a une glissière de fermeture, ce qui signifie que la glissière est maintenue dans sa position la plus reculée par la gâchette. Lorsque le coup est tiré, la culasse est déverrouillée, pousse la cartouche hors du chargeur dans la chambre et l'enflamme. L'allumage est soit électrique soit mécanique. Les modes de tir « tir unique », « tir unique rapide » (avec 200 coups par minute) et « feu continu » à pleine cadence sont possibles. L'arme est conçue de manière à pouvoir être démontée pour le nettoyage ou l'entretien sans outils spéciaux.

## Variantes
Il existe trois versions du MK 30 :
- MK 30-1 : Model F, premier modèle, tirant des munitions en aluminium de 30 × 173 mm ;
- MK 30-2 : Variante avancée, tirant des munitions en acier de 30 × 173 mm ;
- MK 30-2/ABM : comme MK 30-2, mais équipée pour tirer des Air Burst Munition (ABM) comme AHEAD-Ammunition.

## Déploiement
Le MK 30-1 est principalement utilisé comme canon antiaérien sur les navires de guerre, bien qu'il puisse également être monté comme canon jumelé. Les porte-hélicoptères conventionnels de la classe Mistral sont équipés de deux MK 30.
Le MK 30-2, quant à lui, est principalement utilisé comme canon embarqué flottant pour les véhicules blindés de combat d'infanterie ou les véhicules blindés légers à moyens. Le MK 30 dans la variante MK 30-2/ABM est destiné à être l'armement principal du nouveau véhicule de combat d'infanterie allemand Puma. Une autre application concerne les véhicules blindés de la série ASCOD.

## Opérateurs

### Systèmes navals
Brésil
- Marine brésilienne[3]
  - Navire Bahia (G40) (ancien TCD Siroco), avec 3 systèmes 30 mm Breda-Mauser (en)[4]

 France
- Marine Nationale[3]: 
  - 7 Classe Georges Leygues avec 2 systèmes 30 mm Breda-Mauser (en) par navire[5]
  - 2 Classe Foudre avec 3 systèmes 30 mm Breda-Mauser (en) par navire[6]
  - 7 Classe Ouragan avec 3 systèmes 30 mm Breda-Mauser (en) par navire[7]

 Italie
- Garde des finances[3]:
  - Navire P01 Zara avec 1 système Twin 30 mm Breda 30/82 mm (en)
  - Navire P02 Vizzarri avec 1 système Twin 30 mm Breda 30/82 mm (en)
  - Navire P03 Denaro avec 1 système 30 mm Breda-Mauser (en)
  - 2 Classe Mazzei avec 1 système 30 mm Breda-Mauser (en) par navire
  - 7 Classe Di Bartolo avec 1 système 30 mm Breda-Mauser (en) par navire
  - 12 Classe Corrubia  avec 1 système 30 mm Breda-Mauser (en) par navire
  - 4 Classe Bigliani (batch III) avec 1 système 30 mm Breda-Mauser (en) par navire

 Grèce
- Marine de guerre hellénique[3]:
  - 3 Classe Sa'ar 4 avec 1 système 30 mm Breda-Mauser (en) (MK 30F) par navire

 Malaisie
- Marine royale malaisienne[3]:
  - 6 Classe Kedah avec 1 système 30 mm Breda-Mauser (en) par navire

 Mexique
- Marine mexicaine[3]:
  - 6 Classe Oaxaca avec 1 système 30 mm Breda-Mauser (en) par navire

 Pologne
- Marine polonaise[3]:
  - 6 Classe Gawron avec 3 systèmes Leonardo Marlin-WS par navire[8]

 Thaïlande
- Marine royale thailandaise[3]:
  - 3 Classe Khamronsin, avec 1 système Twin 30 mm Breda 30/82 mm (en) par navire

### Systèmes terrestres
Allemagne
- Bundeswehr:
  - 350 Puma VCI en service + 50 commandés[9]
  - 123 Boxer CRV équipés de tourelles LANCE[10],[11],[12]
  - Potentiellement 148 Boxer RadSPz (PuBo)[13],[14]

 Autriche
- Bundesheer: 112 Ulan (ASCOD)[15]

 Australie
- Armée: 133 Boxer A2/A3 CRV équipés de tourelles LANCE[16],[17]

 Espagne:
- Armée: 225  Pizarro (ASCOD), avec 204 VCI et 21 VCPC[15]
- Marines: 4 Piranha IIIC VCI équipés de tourelles LANCE[18]

 Hongrie
- Armée: 218 Lynx VCI[19]

 Portugal:
- Armée: 30 Pandur II (8×8) (en) VCI[20],[21]

 Qatar:
- Armée: 10 Boxer en VCI équipés de la tourelle RCT30 de KNDS Deutschland, qui est la même que sur le Puma[22]. Ces véhicules ont une capacité anti-drone.

 Ukraine:
- Armée: 9 Boxer (AiTO30 FDC) équipés de la tourelle RCT30 provenant de l'aide allemande[23]. Ces véhicules ont une capacité anti-drone.